# Nguyễn Văn Phát (Thanh Hóa)
Nguyễn Văn Phát là đại biểu Quốc hội Việt Nam khóa 11, thuộc đoàn đại biểu Thanh Hoá.
Nguyên UV BTV Tỉnh ủy, Nguyên Trưởng ban Tuyên giáo Tỉnh ủy tỉnh Thanh Hóa.